# Калао міндорський
Калао міндорський (Penelopides mindorensis) — вид птахів родини птахів-носорогів (Bucerotidae).

## Поширення
Ендемік Філіппін. Поширений на острові Міндоро. Вид був досить поширеним на острові, але з 1970-х років його чисельність почала знижуватися, і сучасна популяція становить не більше 1000 птахів.

## Опис
Відносно невеликий птах-носоріг завдовжки до 45 см. Дзьоб самця має в середньому 10 сантиметрів, самиці трохи коротший, в середньому 9 сантиметрів. Голова, шия і нижня частина тіла жовтувато-білого кольору. Вушна область і горло чорні. Верхня частина тіла і крила чорного кольору з металево-зеленим блиском. Хвіст цегляно-червоний; кермові закінчуються чорною плямою на кінці, більшою на зовнішньому кермовому. Дзьоб чорний, з жовтим кінчиком і серією жовтих смуг на верхній гілці. Шолом складається з низького гребеня, який закінчується посередині дзьоба. Гола шкіра навколо очей і оголена область горла тілесного кольору. Очі червонувато-карі, ноги і ступні темно-карі. Оперення дорослих самиць багато в чому нагадує самців. Однак загалом вони дещо менші і мають менш розвинений шолом на дзьобі. Шкіра обличчя без пір'я блакитна, а очі світло-карі.